# Sarcofaag van de Traditio Legis
De sarcofaag van de Traditio Legis, die ook bekend staat als de sarcofaag van de overhandiging van de Wet, is een vroegchristelijke marmeren sarcofaag uit de late vierde eeuw na Christus. Het werk maakt deel uit van de collectie van het Louvre.

## Herkomst
De sarcofaag werd in de vijftiende eeuw ontdekt in het mausoleum van de Anicii, onder de apsis van de Sint-Pietersbasiliek in Rome. Het is een van de kunstwerken die Napoleon in 1807 van zijn zwager Camillo Borghese verwierf. De achterkant van de sarcofaag is in Rome achtergebleven en bevindt zich in het Palazzo dei Conservatori.

## Voorstelling
De sarcofaag combineert hoog- en laagreliëf. De taferelen op de voor- en zijkanten houden verband met het thema van de overhandiging van de wet, de Traditio Legis. Dit was een vaak voorkomende thema in de vroegchristelijke kunst.
Op de linker zijkant is de hemelvaart van Elia weergegeven. De profeet draagt zijn mantel (symbool van zijn geestelijke nalatenschap) over aan zijn opvolger, Elisa. De strijdwagen van Elia wordt getrokken door vier paarden en kijkt uit over de rivier de Jordaan, afgebeeld als een liggende man die een tak vasthoudt. Rechts op hetzelfde paneel ontvangt Mozes de tafelen met de Tien geboden uit de hand van JHWH, tegenover het hemelse Jeruzalem, herkenbaar aan de torens met kantelen, arcaden en pilasters.
Op de voorkant staat Christus te midden van zijn apostelen en reikt Petrus een boekrol aan, een symbool voor de nieuwe wet van Christus, terwijl Paulus aan zijn linkerzijde staat. Op de achtergrond is opnieuw het Hemelse Jeruzalem afgebeeld.
Op de rechter zijkant is het offer van Isaak te zien. De hand van de engel houdt Abraham tegen op het moment dat hij zijn zoon, het kind dat knielt op een altaar, om wil brengen. Verder naar rechts zijn nog vier figuren weergegeven: een apostel die een open boek vasthoudt, een officier die een chlamys draagt en ook een boek vasthoudt, een apostel die een boek vasthoudt en ten slotte een man. Ook hier wordt de achtergrond door het Hemelse Jeruzalem ingenomen.

## Afbeeldingen

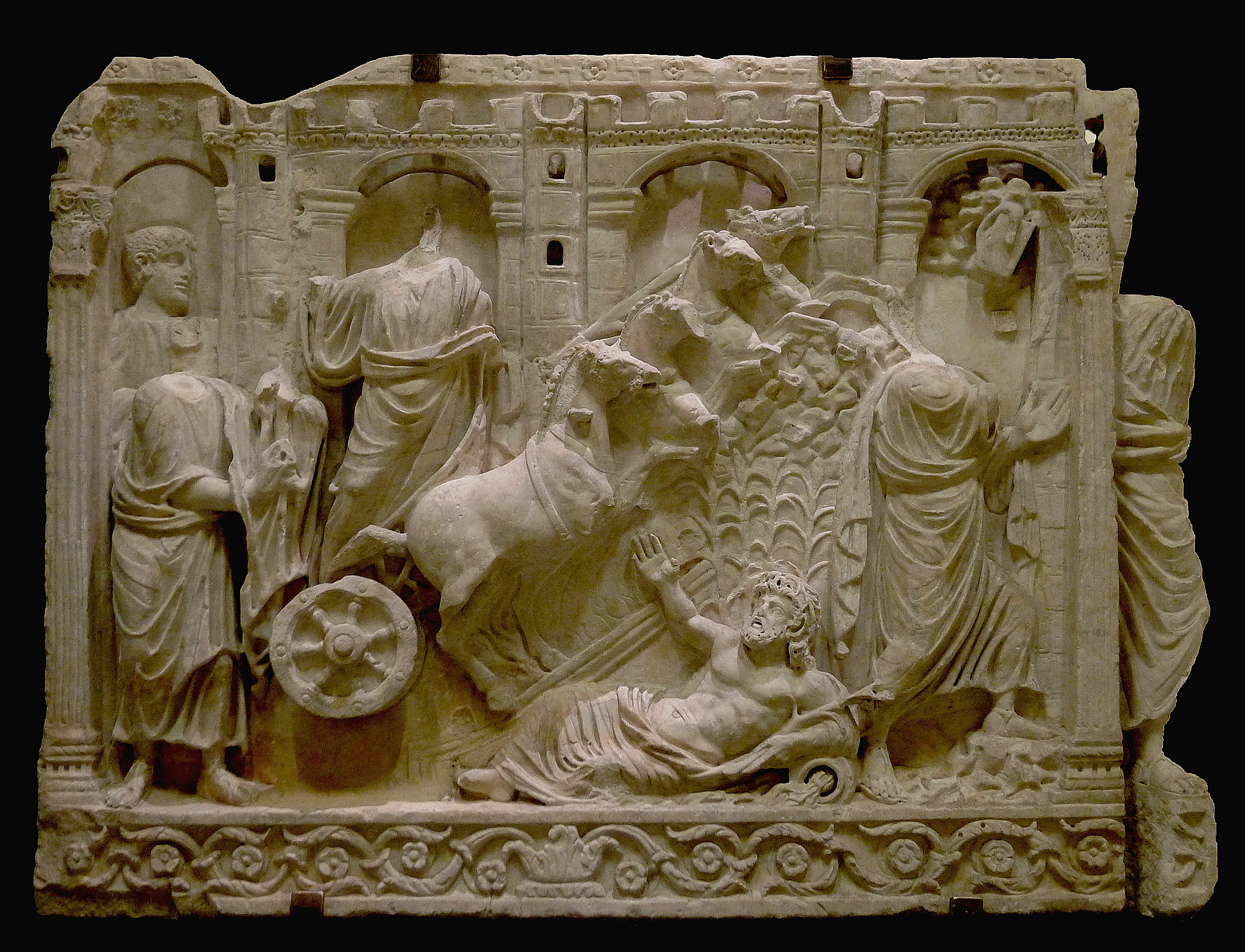
Linkerkant
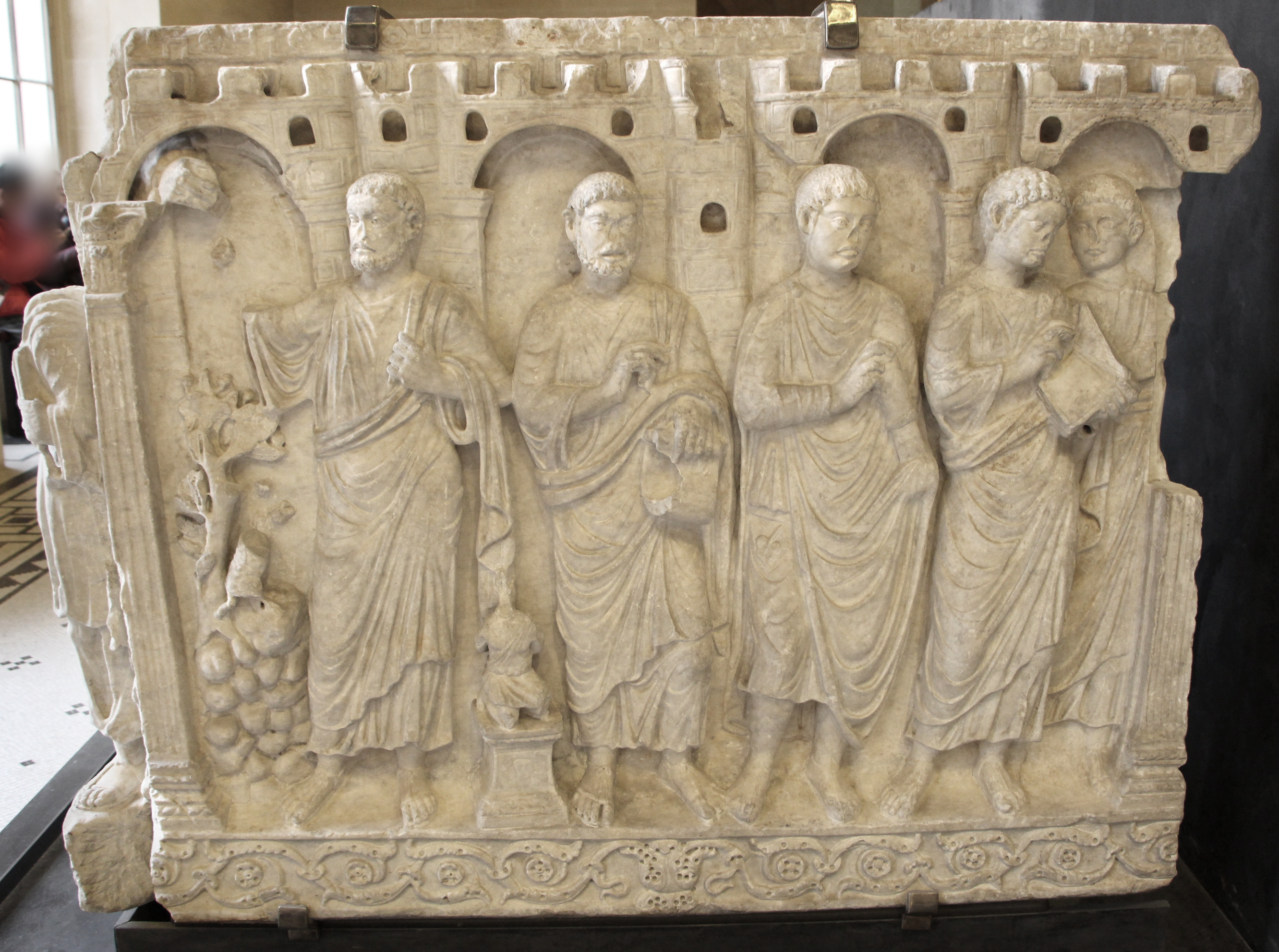
Rechterkant
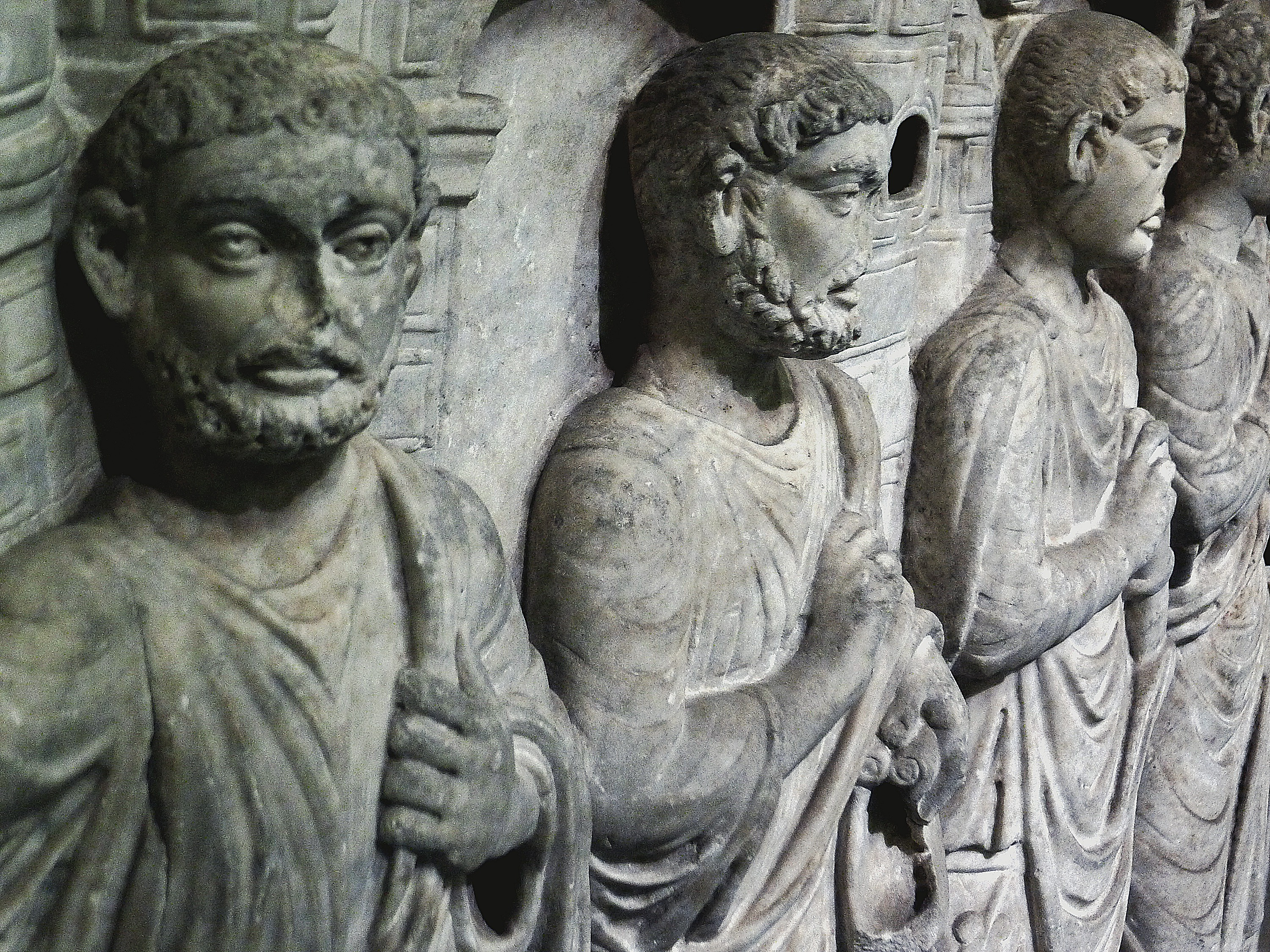
Rechterkant, detail